# Scincella travancorica
Scincella travancorica är en ödleart som beskrevs av  Richard Henry Beddome 1870. Scincella travancorica ingår i släktet Scincella och familjen skinkar. Inga underarter finns listade i Catalogue of Life.